# تمبر پادشاه
تمبر پادشاه (انگلیسی: The King's Stamp) یک فیلم است که در سال ۱۹۳۵ منتشر شد.